# Colors of a new dawn
Colors of a new dawn is een studioalbum van Gandalf. Het is opgenomen in zijn eigen geluidsstudio Seagull Music. Motto is een uitspraak van Ludwig van Beethoven over muziek, aldus de platenhoes. Het platenlabel Real Music is gevestigd in Sausolito, Californië, dat gespecialiseerd was in new agemuziek.

## Musici
- Gandalf – alle muziekinstrumenten
- Julia Martins – zang op In the presence of angels

## Muziek
| Nr. | Titel                              | Duur |
| --- | ---------------------------------- | ---- |
| 1.  | Rhythm of the tides                | 6:17 |
| 2.  | Bridge of confidence               | 5:29 |
| 3.  | In the presence of angels          | 4:54 |
| 4.  | Iris                               | 9:05 |
| 5.  | From distant shores                | 7:17 |
| 6.  | In the presence of angels (part 2) | 1:41 |
| 7.  | Hearts in celestial unison         | 4:56 |
| 8.  | Flowers along the way              | 2:53 |
| 9.  | Colors of a new dawn               | 6:32 |
| 10. | Brighter than a star               | 7:12 |